# Pleurotus nebrodensis
Pleurotus nebrodensis (Inzenga) Quél., 1886 è un fungo basidiomicete della famiglia delle Pleurotaceae.

## Etimologia
- Genere: dal greco pleurón = di fianco e oûs, otós = orecchio, con l'orecchio (il cappello) a fianco, per la forma del carpoforo.
- Specie: dal latino nebrodensis = dei monti Nebrodi.

## Descrizione della specie
Cappello
4-12 (20) cm, di forma irregolare, carnoso.
Cuticolaasciutta, secca, di colore bianco-grigiastro o bianco-crema.
Lamelle
Fitte, bianco-grigiastre o bianco-crema, decorrenti sul gambo, con filo intero.
Gambo
Centrale o eccentrico, assottigliato alla base, breve, biancastro.
Carne
Bianca, soda e consistente.
- Odore: di pasta di pane.
- Sapore: dolce, gradevole.

### Caratteri microscopici
Spore
Bianche in massa, lisce, ellittiche.

## Distribuzione e habitat
Fruttifica dalla primavera a tutto giugno esclusivamente sulle radici di ombrellifere (Prangos ferulacea).

## Commestibilità
Ottima.

È una specie molto diffusa nelle Murge ed in Valle d'Itria nella Puglia meridionale. In Sicilia è una specie molto rara e ricercata.